# Mlajah
Mlajah is een bestuurslaag in het regentschap Bangkalan van de provincie Oost-Java, Indonesië. Mlajah telt 6918 inwoners (volkstelling 2010).